# Eva Kaili
Eva Kaili (görögül: Εύα Καϊλή) (Szaloniki, 1978. október 26. –) görög szociáldemokrata politikus és korábbi televíziós műsorvezető.

## Pályafutása
Politika karrierjét megelőzően a görög Mega Channel hírolvasója volt 2004 és 2007 között. A PASOK politikusaként 2009 és 2012 között a Hellén Parlament képviselője volt, szülővárosa, Szaloniki képviseletében, 2014 óta pedig az Európai Parlament tagja. 2022 januárja és decembere között az Európai Parlament 14 alelnökének egyike volt, amely posztra 454 szavazattal választották meg.

### Letartóztatása
2022. december 9-én a belga szövetségi rendőrség letartóztatta Kailit, miután nyomozást indítottak ellene korrupció, pénzmosás és szervezett bűnözés vádjával. Pártjából és EP-frakciójából még aznap kizárták, EP-alelnöki tisztségéből pedig felmentették. Apjánál egy táska készpénzt találtak, valamint otthonából is kerültek elő pénzzel teli bőröndök. A rendőrség további politikusoknál is tartott házkutatást és négy másik embert le is tartóztattak, a 16 helyen lefolytatott házkutatások során összesen 600 000 eurót foglaltak le a hatóságok. Az akció a 2022-es labdarúgó-világbajnoksággal egyidőben történt, amely sokat kritizált házigazdájának, Katarnak Kaili lelkes támogatója volt.

## Magánélete
Partnere 2020 óta az olasz Francesco Giorgi, egy lányuk van, Ariadni.